# パディ・ファヒー
パディ・ファヒー (Paddy Fahey aka Paddy Fahy、1916年8月22日 - 2019年5月31日
)はアイルランドの作曲家。アイルランド伝統音楽(en:traditional Irish music)のスタイルによるチューンの作曲家として、存命の人物の中で最も優れた1人と考えられていた 。

## 略歴
ファヒーはゴールウェイ県東部キルコネル(en:Kilconnell)の出身である。父ジャック(Jack)は優れたフィドラーであり、母もアコーディオンを弾いた。ファヒーはこの音楽好きの家庭で育ち、5歳の時にフィドルを始めた。
彼の音楽は、"Draíocht" とよく表現される、独特の慕情や魔法のような質感を持っている 。
彼の音楽は、マーティン・ヘイズ、プランクシティ(en:Planxty)、ジョン・カーティ(en:John Carty (musician))、ケヴィン・バークを初めとした、多くの優れたアイルランド伝統音楽ミュージシャンたちによって録音されてきた。近年では、ケイン・シスターズ(Liz and Yvonne Kane)やブリーダ・ケヴィル(Breda Keville)を含むいくつかの録音でファヒーの音楽の好演が収録されている。
ファヒーはアイルランド伝統音楽界において、商業録音をしたことも、作曲した曲集を出版したこともない、という点において１つの謎めいた存在だった。私的に製作されたファヒーの録音はいくつか存在しており、これは1970年代からミュージシャンの間で流布されている。彼のチューンは多くの曲集や www.thesession.org のようなインターネットサイトで触れることが出来る。
ファヒーは自分の作品に名をつけておらず、代わりに "Paddy Fahey's Reel No.1"、"Paddy Fahey's Jig No.2"といった形で番号のみが振られている。彼の知られている作品数は60前後であり、その全てがジグ、 リール、ホーンパイプのどれかである。
2001年、アイルランド語の TV局 TG4が毎年開催する 'グラダム・キョール(Gradam Ceoil) TG4' にてファヒーはこのイベントで新たに設けられたComposer of The Yearの最初の受賞者となった。